# 독 (1951년 영화)
《독(La Poison)》은 1951년 개봉한 프랑스의 범죄 코미디 영화이다. 사샤 기트리가 감독하였으며, 미셸 시몽 등이 출연하였다.

## 줄거리
폴 브라코니에(미셸 시몽)는 외지인들이 잘 찾아오지 않는 시골 마을 르몽빌에 사는 정원사로, 30년 동안 같이 살았던 아내 블랑딘(제르멘 뢰베르)을 죽이고 싶어 한다. 언제나 술을 진탕 마셔대는 블랑딘 역시 폴을 죽이고 싶어 하는 것은 매한가지이다. 집에서 블랑딘과 말도 섞기 싫어하는 폴은 항상 저녁 식사 자리에서 라디오를 큰 소리로 틀어놓는다. 어느 날, 폴은 라디오를 듣다가 살인을 저질러도 재판에서 무죄를 받도록 하는 능력을 가진 변호사 오바넬(장 드뷔쿠르)의 존재를 알게 된다. 블랑딘에게 농기구를 사러 간다고 거짓말을 하고 오바넬의 사무실에 찾아간 폴은 자신이 아내를 죽였으니 변호를 해달라고 한다. 오바넬의 얘기를 듣던 폴은 말싸움을 하다 우발적으로 블랑딘을 칼로 찌르면 오바넬이 무죄로 만들어줄 수 있다는 사실을 깨닫고 집으로 간다.
한편 폴이 집에 들어오기 전에 블랑딘은 며칠 전에 산 쥐약을 와인에 타 저녁 식사 자리에서 폴을 죽이려고 한다. 그러나 오바넬에게서 들었던 상황대로 일을 꾸미려는 폴은 와인을 마시기 전에 블랑딘을 칼로 찔러 죽인다. 나중에야 폴은 식탁 위 와인잔에 쥐약에 들어가 있었다는 사실을 알게 된다. 사건이 세상에 알려져서 외지인들이 마을을 찾아오자 주민들은 돈을 많이 벌어서 폴을 좋아하게 된다. 재판에 들어가기 전에 오바넬은 폴이 아내를 죽이고 자신을 찾아온 것이 아니라, 자신에게 먼저 찾아온 후에 그가 아내를 죽였음을 깨닫는다. 그러나 폴은 만약 그 사실을 알리면 오바넬을 살인 방조로 고발하겠다고 협박하고, 오바넬은 결국에 폴의 변호를 맡게 된다. 재판 결과 폴은 무죄를 받아 풀려난다.

## 출연
- 미셸 시몽 — 폴 루이 빅토르 브라코니에
- 장 드뷔쿠르 — 루이 오바넬
- 자크 바렌 — 검사
- 잔 퓌지에지르 — 티베르겐
- 제르멘 뢰베르 — 블랑딘 브라코니에
- 폴린 카르통 — 미쇼
- 알베르 뒤발레 — 메티비에
- 앙리 라베르네 — 재판장
- 조르주 베베르 — 가야르
- 자크 드 페로디 — 장 브룅
- 레옹 발테르 — 검찰 측 판사
- 자크 드리브 — 쥘 마르티네
- 막스 아리 — 앙리
- 루이 드 퓌네스 — 앙드레 슈비야르
- 뤼스 파비올 — 아멜리 베르틀롱
- 이본 에베르 — 에르네스틴 아바주
- 마르셀 아르놀 — 제르멘 슈비야르
- 테레즈 캉탱 — 테레즈
- 로제 푸아리에 — 루이 콜드파트
- 로베르 메르시에 — 페르낭 고댕
- 앙드레 달리베르 — 순경
- 막스 드장 — 귀스타브 바탕디에
- 미셸 나스토르 — 순경
- 니콜라 아마토 — 빅토르 부아트뱅
- 루이 에몽 — 오바넬의 비서
- 앙리 벨리 — 마르크
- 마리아 프로메 — 오바넬의 부인
- 수잔 당테 — 라디오 출연자
- 자크 모렐 — 라디오 출연자
- 장 토스칸 — 라디오 출연자